# Бахман, Даниель
Даниель Бахман (нем. Daniel Bachmann; род. 9 июля 1994 года, Винер-Нойштадт) — австрийский футболист, вратарь английского клуба «Уотфорд» и сборной Австрии. Входил в состав сборной Австрии на чемпионате Европы 2020 года.

## Карьера

### Клубная
После подготовки в детско-юношеских футбольных школах Австрии в 2011 году попал в академию английского клуба «Сток Сити». За основную команду в официальных матчах так и не сыграл, проведя частично 2 сезона в аренде в командах низших дивизионов Англии. На высшем уровне дебютировал в шотландской команде «Росс Каунти», за которую выступал также на правах аренды в 2015 году.
Летом 2017 года перешёл в «Уотфорд» как свободный агент, заключив трёхгодичный контракт. В основной команде дебютировал в матче кубка Англии 4 января 2020 года против «Транмир Роверс»

### В сборной
Выступал за юношеские сборные Австрии различных возрастов. В период с 2015 по 2016 год провёл 16 матчей за молодёжную сборную Австрии (до 21 года). В первую сборную Австрии был вызван в марте 2017 года на матчи против сборных Молдавии и Финляндии, а дебютировал 2 июня 2021 года в товарищеской игре со сборной Англии, сыграл полный матч, пропустил 1 мяч.